# 반 요새
반 요새는 우라르투 왕국에 의해 건설된 무거운 돌 요새이다. 이러한 건물의 유적은 현재의 튀르키예 반 도시에 있는데 그곳에서 그들은 중세에 건설된 벽을 지탱하고 있다. 그러한 성벽은 외적에 대한 방어보다는 지역의 조정을 위해 사용되었다.
그곳은 우라르투의 수도 투쉬파가 내려다 보인다. 그것은 왕국 전역에 건설된 비슷한 요새 중 최대 것으로 당시에 아르메니아, 튀르키예와 이란이 만났고 대개 언덕배기나 고지에 파고 들어 갔다.

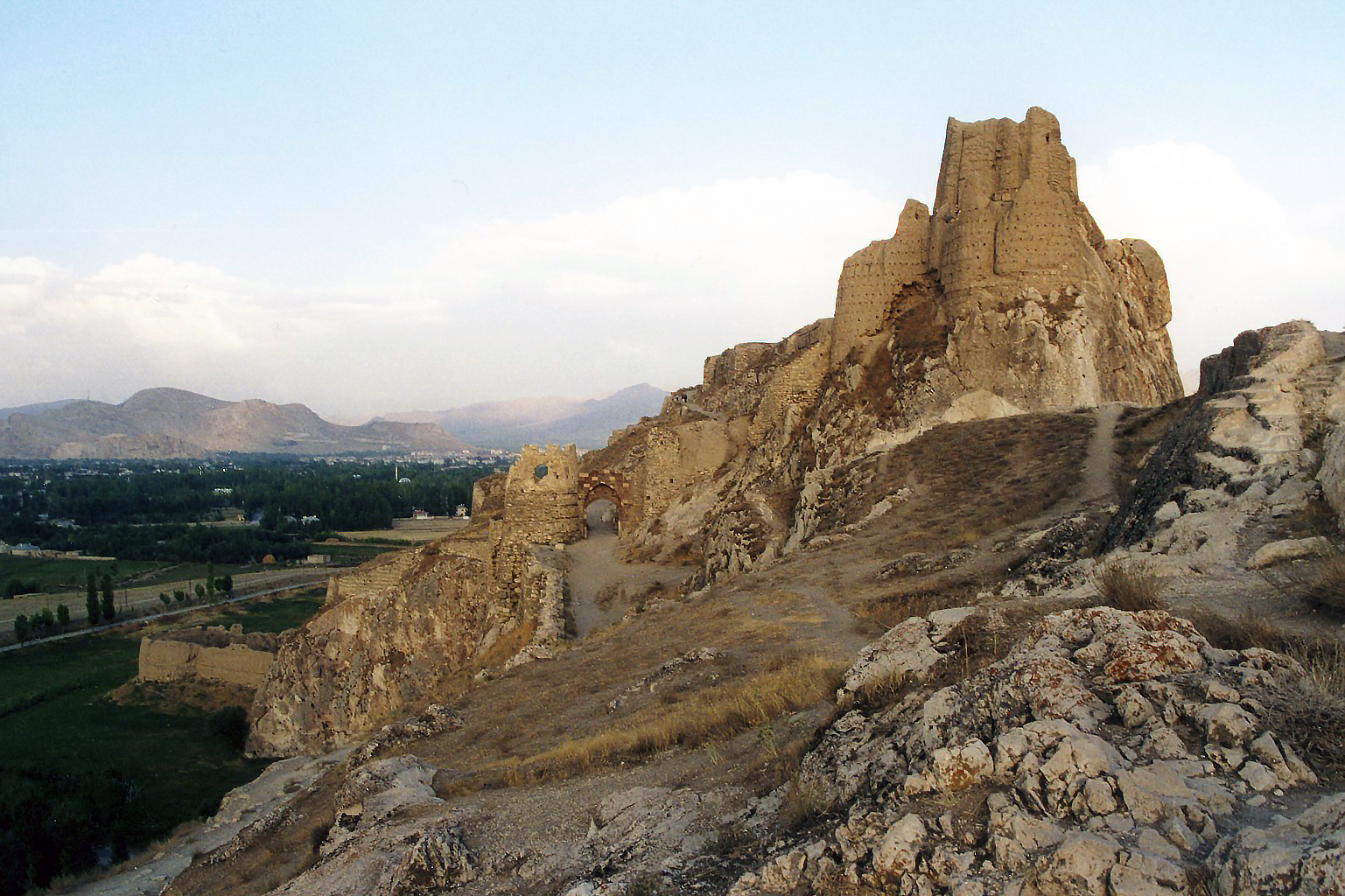
반 요새의 의 성벽과 성문
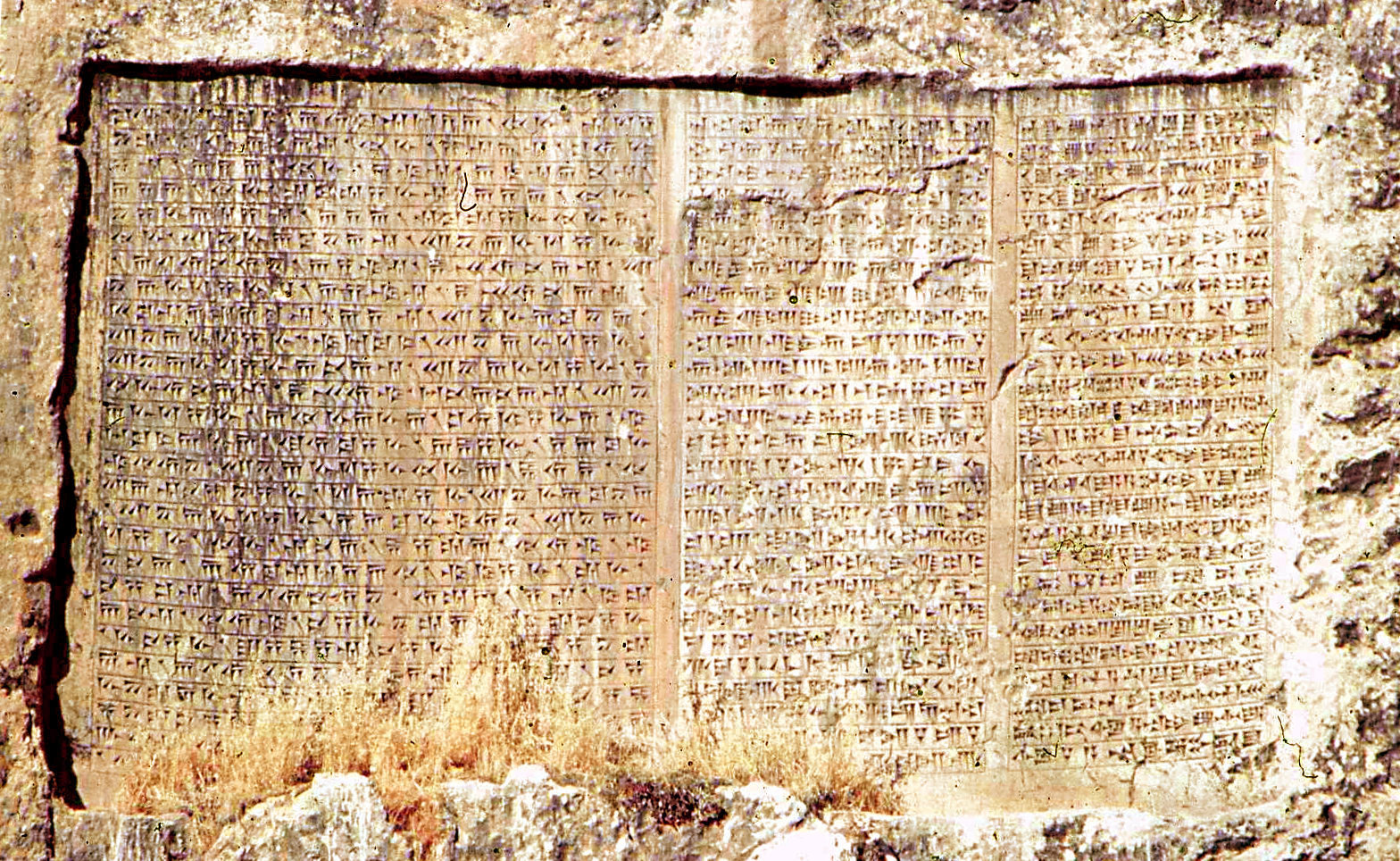
크세르크세스 대왕의 비문, 반 요새